# Радиопередатчик
Радиопереда́тчик (радиопередающее устройство) — электронное устройство для формирования радиочастотного сигнала, подлежащего излучению.
Радиопередатчик обладает способностью самостоятельно генерировать переменный ток радиочастоты, который с помощью фидера подводится к передающей антенне, которая, в свою очередь, излучает радиоволны.

## История развития
В 1887 году немецкий физик Генрих Рудольф Герц изобрёл и построил радиопередатчик и радиоприёмник, провёл опыты по передаче и приёму радиоволн, чем доказал существование электромагнитных волн, исследовал основные свойства электромагнитных волн.
Первые радиопередатчики искрового принципа действия на основе катушки Румкорфа были очень просты по конструкции — в их колебательном контуре с помощью искрового разряда возбуждались затухающие колебания, а модулятором являлся телеграфный ключ — он замыкал и размыкал цепь питания катушки Румкорфа. С помощью такого радиопередатчика информация передавалась в кодированной дискретной форме — например азбукой Морзе или иным условным сводом сигналов. Мощность искровых передатчиков доходила до сотен киловатт. Недостатками их был низкий КПД, а также очень широкий спектр излучаемых им радиоволн. В результате одновременная работа нескольких близко расположенных искровых передатчиков была практически невозможной из-за интерференции их сигналов, а приемники «забивались» сигналом близкого передатчика. Строительство искровых передатчиков прекратилось около 1916 года. 
С 1912 года применялись передатчики с электрической дугой, включенной в колебательный контур. Дуговой передатчик, в отличие от искрового, генерирует незатухающие колебания, то есть позволяет передавать голосовой сигнал с амплитудной модуляцией. Телеграфный сигнал приходилось передавать методом частотной манипуляции: при нажатом ключе смещалась настройка колебательного контура, и передатчик излучал на другой частоте; именно на эту частоту следовало настраивать приемники. Дуговым был, например, 100-киловаттный передатчик радиостанции на Шаболовке в Москве, пущенный  в действие в феврале 1920 года. Из-за свойств дугового разряда дуговые генераторы работали только на длинных волнах, получить с их помощью частоту больше 400 кГц невозможно.
Другим направлением было использование в передатчике электромашинного генератора переменного тока (примерно с 1908 года). Такой генератор позволял получить достаточно стабильные колебания определенной частоты, которую можно изменять, регулируя частоту вращения ротора генератора. Мощность могла достигать десятков и сотен киловатт. Сигнал такого генератора можно модулировать по амплитуде, что позволяет передавать по радио звуковой сигнал. Однако электромашинный генератор практически пригоден для генерации частот не выше десятков килогерц, то есть передатчик может работать только в самом длинноволновом диапазоне. До 1950-х годов электромашинные передатчики использовались в радиовещании и радиосвязи. Так, в 1925 г. на Октябрьской радиостанции в Ленинграде были установлены два генератора мощностью 50 и 150 кВт конструкции В. П. Вологдина. Как исторический памятник в Швеции сохраняется в рабочем состоянии радиостанция Гриметон (открыта в 1925 г.) с генератором Александерсена мощностью 200 кВт, спроектированным для работы на частотах до 40 кГц.
Изобретение в 1913 году Мейснером (Германия) электронного генератора и дальнейшее развитие электронных вакуумных ламп позволило усовершенствовать устройство радиопередатчика и устранить недостатки искровых, дуговых и электромашинных систем. В ламповых передатчиках стало возможно осуществить любой вид модуляции, работу на любой частоте во всем радиодиапазоне, получить выходную мощность в диапазоне от тысячных долей ватта до тысяч киловатт. Структурная схема радиопередатчика остается с тех пор в общих чертах неизменной вплоть до настоящего времени. Первый ламповый передатчик в России был построен в Нижегородской радиолаборатории под руководством М. А. Бонч-Бруевича и установлен в 1922 г. в Москве на радиовещательной станции им. Коминтерна. Передатчик имел мощность 12 кВт и работал на волне 3200 м..
Дальнейшие изобретения в области связи и радиотехники — твердотельные аналоги электронных ламп (транзисторы), кварцевые резонаторы, новые виды модуляции и методы стабилизации частоты — сопровождались только количественными изменениями параметров радиопередатчиков: уменьшением размеров и потребляемой мощности, повышением стабильности и КПД, расширением частотного диапазона и т. д.

## Структурная схема
Современный радиопередатчик состоит из следующих конструктивных частей:
- задающий генератор частоты (фиксированной или перестраиваемой) несущей волны;
- модулирующее устройство, изменяющее параметры излучаемой волны (амплитуду, частоту, фазу или несколько параметров одновременно) в соответствии с сигналом, который требуется передать (часто задающий генератор и модулятор выполняют в одном блоке — возбудитель);
- усилитель мощности, который увеличивает мощность сигнала возбудителя до требуемой за счёт внешнего источника энергии;
- устройство согласования, обеспечивающее максимально эффективную передачу мощности усилителя в антенну;
- антенна, обеспечивающая излучение сигнала.

## Применение
Радиопередатчики, помимо их использования в радиовещании и радиосвязи, являются необходимой составной частью всех электронных устройств, которые обмениваются информацией друг с другом по радио, например, мобильных телефонов, беспроводных компьютерных сетей, Bluetooth-совместимых устройств, радиолокационных станций и т. д. 
Самостоятельно радиопередатчики используются в тех областях, где не нужен приём информации в месте её передачи — сигналы точного времени, разнообразные навигационные радиомаяки для определения местоположения объектов, многопозиционная радиолокация, радиовещание, дистанционное управление, телеметрия и т. д.